# Tető

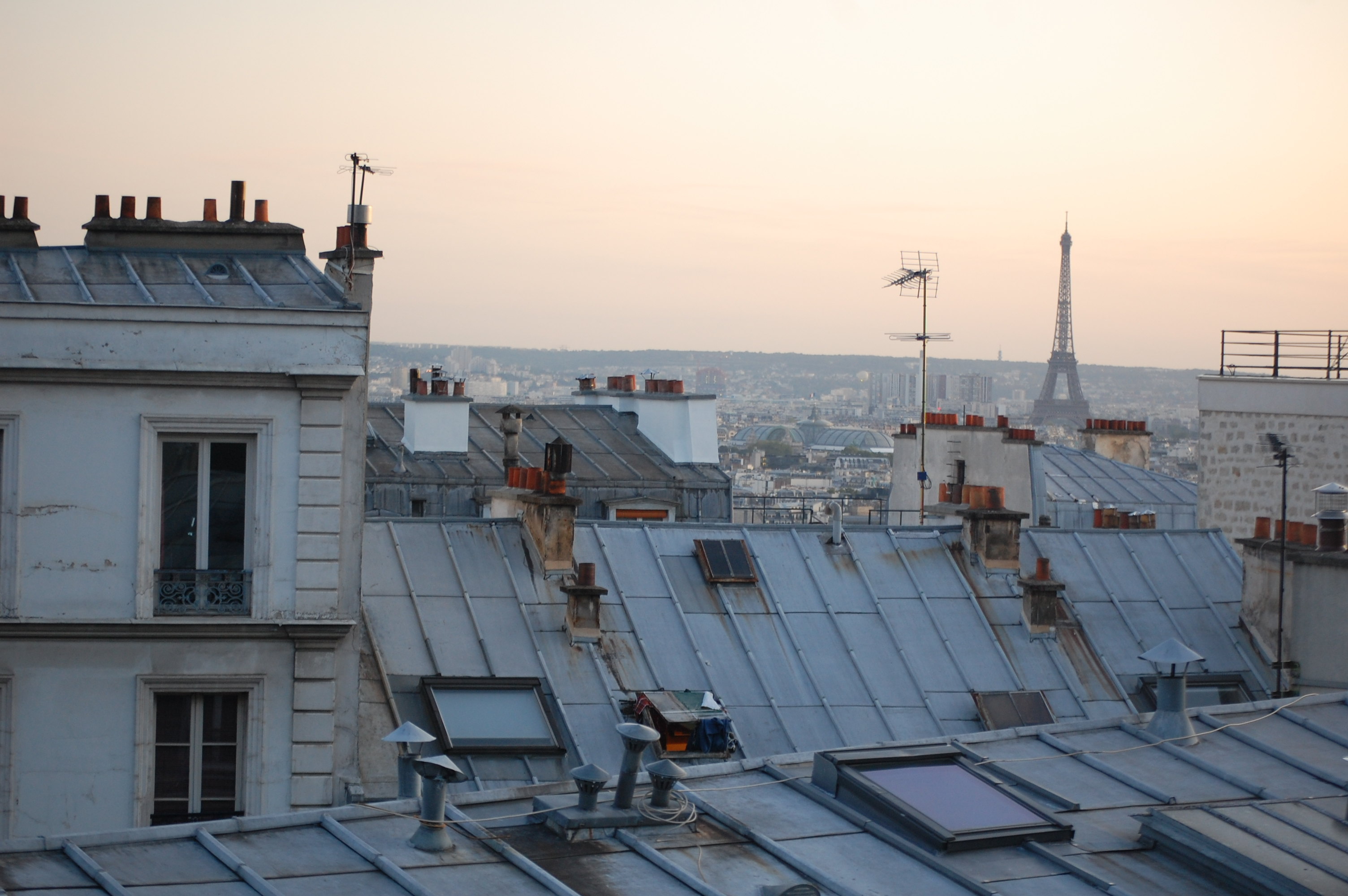
Párizsi háztetők a Sacré Cœurből nézve, a háttérben az Eiffel-toronnyal

A tető kívülről látható szerkezeti elemei
barna — oromszegély
rózsaszín — tetőfelépítmény (álló tetőablak)
sötétkék — gerinc
világoskék — oromfal
lila — gerendapárkány
zöld — vápa
sárga — ereszcsatorna
vörös — kontyszegély

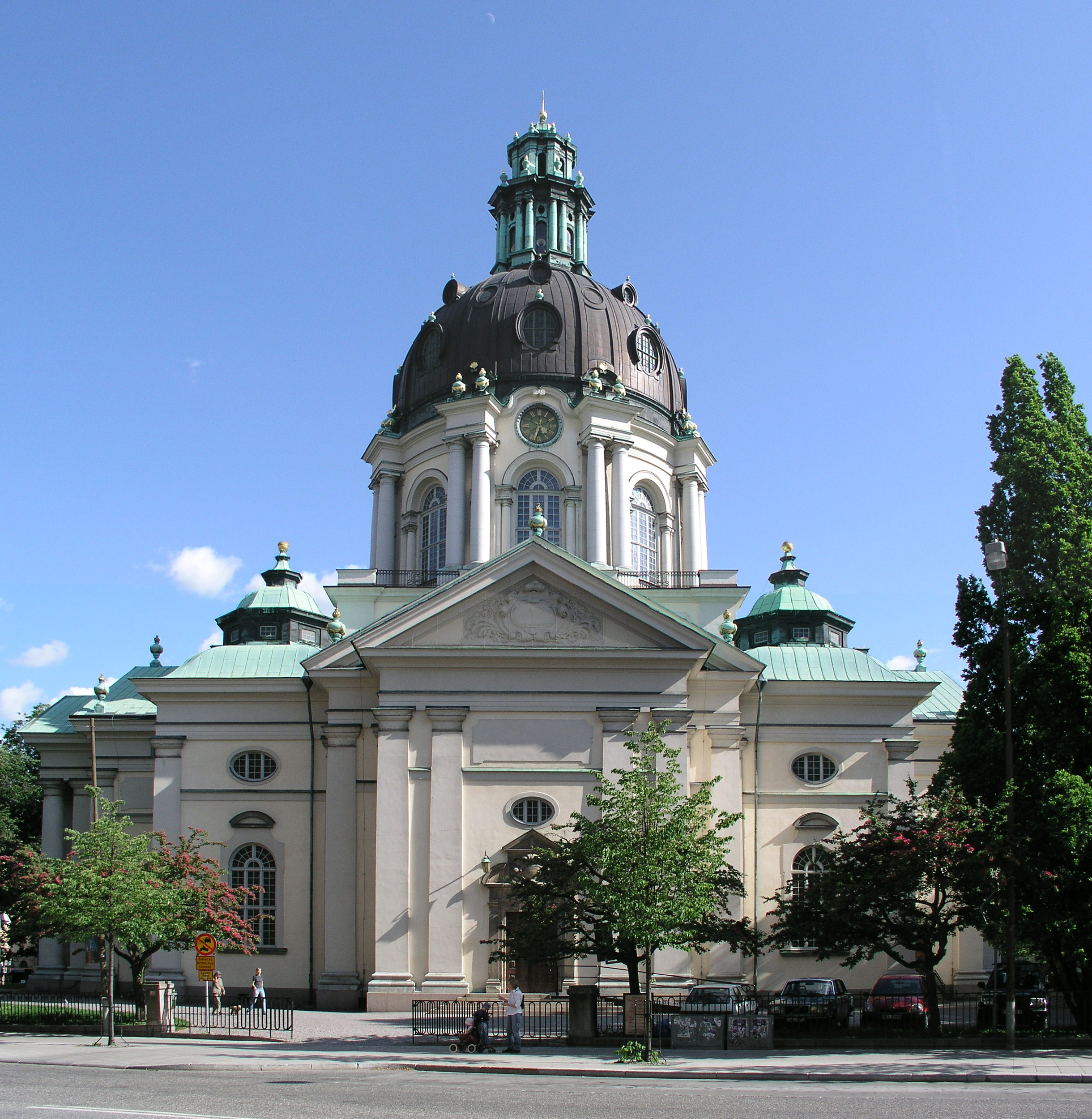
Ablakos kupola (Stockholm, Gustaf Vasa-templom)

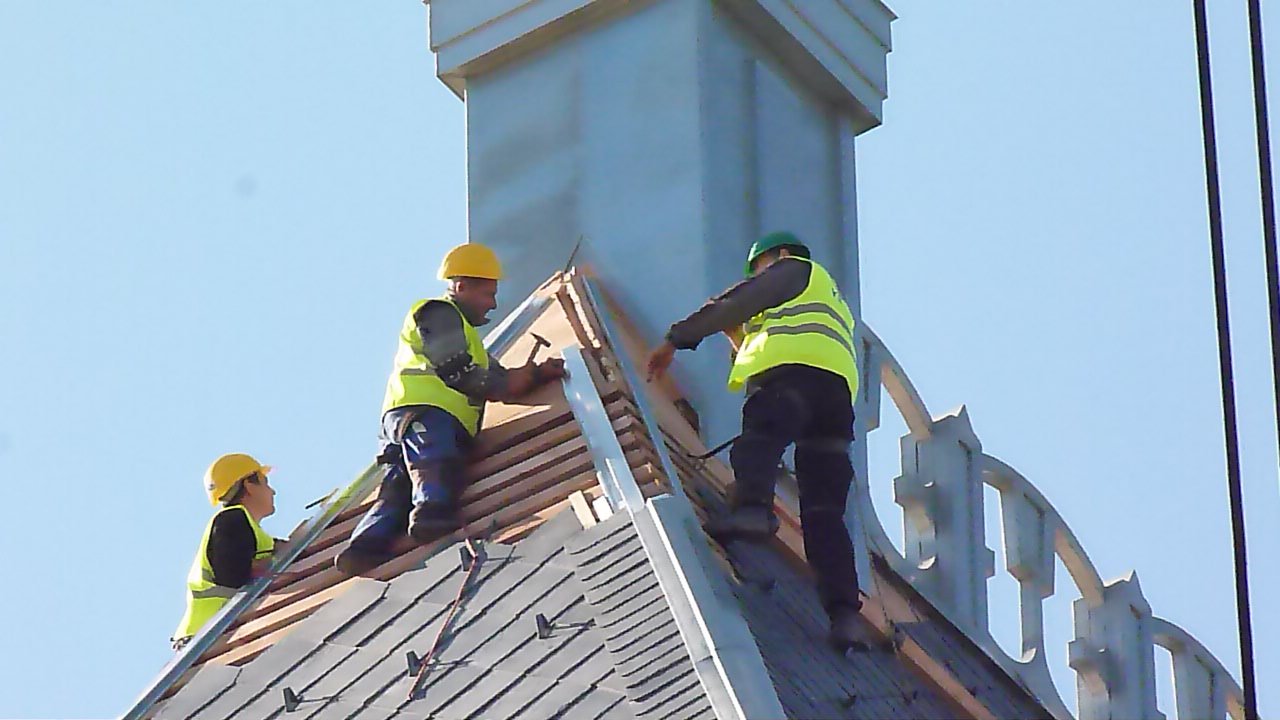
Tetőfedők — Budapest, Kossuth tér 2-4., 2014. március 1.

Tető valaminek (pl. háznak, ládának, doboznak stb.) az a része, ami felülről borítja, fedi, lezárja, tetőzi.
Szintén tetőnek nevezzük az épületet fedő, a falaktól jellemzően különböző anyagú és szerkezetű épületszerkezeti elemet. A tető nemcsak fedi az épületet, de védi is azt az időjárás viszontagságaitól, főleg az esőtől és a széltől. A tető a hőszigetelő rendszer kiemelten fontos része; állapota nagyban befolyásolja az épület élettartalmát.

## Részei
A tető három fő része:
- fedélszerkezet,
- fedélhéjazat,
- padlásfödém.

Némely tetőtípusokban egy vagy másik fő rész elmaradhat, esetleg az egyes részek összeolvadhatnak.

## Fedélszerkezet
A fedélszerkezet továbbítja a tető súlyából és a tetőre nehezedő terhelésből (szél, hó stb.) adódó erőket az épület teherhordó szerkezeteibe.

### A fedélszerkezetek fajtái
1. Az épület fajtája szerint:
- többszintű épület fedélszerkezete (fedélszék, lapostető),
- egyszintű épület fedélszerkezete (tartó).

2. Anyaguk szerint:
- fa,
- vasbeton,
- acél.

3. Kivitelezésük szerint:
- monolitikus,
- szerelt.

4. A szerkezet típusa szerint:
- fedélszék,
- tartó,
- lemezmű,
- héjszerkezet,
- függesztett szerkezet.

5. Megtámasztásuk módja szerint:
- Üres fedélszerkezet: közbenső alátámasztás nélküli, alul a vízszintes erők felvételére alkalmas szerkezettel összefogott, szarufapárokból álló, hosszirányban vihardeszkával merevített fedélszerkezet.
- Torokgerendás fedélszerkezet: torokgerendával megtámasztott, alul a vízszintes erők felvételére alkalmas szerkezettel összefogott, szarufapárokból álló, hosszirányban vihardeszkával merevített fedélszerkezet.
- Szelemenes fedélszerkezet: olyan fedélszerkezet, amelynél a szarufákat szelemenek támasztják alá.
- Egy állószékes fedélszerkezet: gerinc alatt állószékkel alátámasztott szelemenes fedélszerkezet.
- Két állószékes fedélszerkezet: két állószékkel alátámasztott szelemenes fedélszerkezet.
- Két dűltszékes fedélszerkezet: két dűltszékkel alátámasztott szelemenes fedélszerkezet.
- Bakdúcos fedélszerkezet: bakdúccal alátámasztott szelemenes fedélszerkezet.
- Három állószékes fedélszerkezet: három állószékkel alátámasztott szelemenes fedélszerkezet.
- Egyesített, gerendasoros vagy sűrűgerendás fedélszék: olyan fedélszerkezet, amelynek minden szaruállását kötőgerenda köti össze. A gerendázat egyúttal a födém tartó eleme is lehet (padlásfödémmel egybeépített tetőszerkezet).
- Kötőgerendás fedélszerkezet: a padlásfödémtől független, a főállásban kötőgerendákkal összefogott fedélszerkezet.
- Csonka kötőgerendás vagy papucsfás fedélszerkezet: a szilárd padlásfödémmel szerkezetileg összeépített fedélszerkezet, amelynél a kötőgerenda szerepét a födém tölti be.
- Gyámolított fedélszerkezet: kötőgerendás, a padlásfödémtől független fedélszerkezet, amelynél a kötőgerendát a két szélső alátámasztási helyen felül is még alátámasztják.
- Függesztőműves fedélszerkezet: kötőgerendás, a padlásfödémtől független fedélszerkezet, amelyben a kötőgerendát egy vagy két helyen függesztőoszlopra kötik az alátámasztás helyettesítésére.
- Süllyesztett fedélszerkezet: olyan fedélszerkezet, amelynek egyes részei (pl. födém, kötőgerenda) az eresz szintje alatt helyezkednek el.
- „Alulfeszített” szarufás fedélszerkezet: olyan fedélszerkezet, amelynél a szarufák lehajlását alul elhelyezett feszítő elem csökkenti.
- Tömör vagy rácsos tartós szaruállású fedélszerkezet: üres vagy taréjban megtámasztott fedélszerkezet, amelyben valamennyi szaruállás méretezett kapcsolatokkal készülő tömör vagy rácsos tartószerkezet.
- Szelemensoros, tömör vagy rácsos tartós fedélszerkezet: a héjazatot hordó szelemenek tömör vagy rácsos tartókra támaszkodnak.
- Térbeli rácsos szaruzatú fedélszerkezet: olyan fedélszerkezet, amelynek szaruzat térbeli rácsos tartókból áll.

## Fedélhéjazat
A fedélhéjazat az épület kívülről is látható része. A fedélhéjazatnak a nap és szél hatását elviselő része a tetőfelület, egy adott épület tetőfelületeinek együttese a fedélidom. A fedélidom nevezetes részei:
- gerinc (taréj) — két sík tetőfelület metszésvonala olyankor, amikor ezek egymáshoz viszonyított belső (padlástéri) szöge 180°-nál kisebb;
- szegély — a tető és a határoló falfelület metszésvonala;
- csúcs — több gerincvonal találkozópontja;
- tetőtér — a tetőfelületek (ha van, az orom- vagy tűzfal) és a padlásfödém által határolt térrész.

A fedélhéjazatok fajtái a tetőfelület lejtése szerint:
- sík magastető,
- lapostető,
- változó hajlású magas tető (íves magastető),
- kupolatető.

A tetőfelület legkülső rétege a fedés, melynek közvetlenül kell viselnie az időjárás hatásait. Megfelelő szilárdsága ellenáll pl. jégesőnek, szélviharnak, egészségre közömbös anyagú, és az épület megjelenését nagyban emeli. A zsindelyeket deszka/falemez fedésre, a cserepeslemezeket lécezésre fektetik.
Tetőfedő anyagok:
- Bitumenes zsindely
- Öntapadó zsindely
- Modifikált zsindely
- Cseréphatású könnyű lemezek
- Cserepeslemezek

## Sík magastetők
A sík magastető olyan, síkfelületekből álló tető, amely síkjainak hajlásszöge 3°-nál nagyobb. A hajlásszöget az alkalmazott héjazat határozza meg.
A sík magastetők fajtái alakjuk szerint:
- nyeregtető,
- félnyeregtető,
- kontytető,
- oromzatos kontytető,
- csonka kontytető,
- manzárdtető,
- sátortető,
- gúlatető,
- toronytető.

A nyeregtető két azonos vagy különböző hajlású, összemetsződő tetősíkkal és két oromfallal vagy tűzfallal határolt, többé-kevésbé derékszögű négyszög alaprajzú tető. Leggyakoribb fajtája a teleoromzatos nyeregtető, amely úgy készül, hogy a tetősíkok között, az ereszvonalnál magasabban található bütünél keletkező háromszöget befalazzák, vagy beborítják deszkával.
A félnyeregtetőnek csak egy tetősíkja van, szükségképpen egyik oldala magasabb a másiknál; ezen az oldalán a padlásteret általában tűzfal határolja.
A kontytető négy azonos vagy különböző hajlású, összemetsződő tetősíkkal és gerinccel határolt, többé-kevésbé derékszögű négyszög alaprajzú tető.
Az oromzatos kontytető olyan kontytető, amelyben a gerincvonal két végén egy-egy kis oromfalat alakítottak ki.
A csonka kontytető olyan kontytető, amelynek kontya az oromfalon az ereszvonalnál magasabban kezdődik. 
A manzárdtető (francia tető) tört tetősíkokkal vagy tört és íves tetőfelületekkel képzett nyeregtető vagy kontytető.
A sátortető olyan, többé-kevésbé négyzet alaprajzú tető, amelynek többnyire azonos hajlású tetősíkjait körös tetőcsúcsban metszik össze.

### Összetett fedélidomok
- fűrészfogtető (shedtető),
- bazilikális tető,
- kereszttető.

A fűrészfogtető (shedtető) sík vagy  íves tetőfelületekkel képzett félnyeregtetők sora.
Bazilikális tetőnek a fallal, illetve ablaksorral megtört, összetett nyeregtetőt nevezzük.
A kereszttető két, azonos gerincmagasságú, egymásra merőlegesen összemetszett nyeregtetőből kialakult, oromfalas, vízszintes gerinctető.

## A tető szerkezeti elemei
- Lécezés: a héjazat elemeinek hordására szolgáló, fedésfajtánként meghatározott távolságokban az ellenléchez szegezett vízszintes helyzetű lécek sora.
- Deszkázat: a szaruzatra vagy a héjazati szelemensorra felszegezett deszkák sora.
- Héjazati szelemensor: nagyméretű héjazati elemeket hordó, a héjazati elem fajtája szerint meghatározott távolságokban tartóállásonként rögzített vízszintes gerendák sora.
- Szaruzat: a tető hajlását meghatározó, az ereszvonalra merőleges, a lécezést, illetve deszkázatot hordó gerendák sora.
- Szarufa: a szaruzat egyik gerendája.
- Élszaru: a tetőgerincben lévő, a csonka szarukat kiváltó szarugerenda.
- Vápaszaru, hajlatszaru: a hajlat síkjában lévő, a csonkaszarukat kiváltó szarugerenda.
- Csonkaszaru vagy simulószaru: a tetőgerincnél vagy a hajlatnál lévő, nem teljes hosszúságú, az élszaruhoz vagy a hajlatszaruhoz illeszkedő szarugerenda.
- Vízcsendesítő: a szarufa alsó végére szegezett, az eresz közelében a tetőhajlást csökkentő faelem.
- Vihardeszka: a szaruzat padlástér fele eső síkjára szegezett, ferde helyzetű hosszirányú merevítést szolgáló deszka vagy palló.
- Taréjfogó, taréjfogópár vagy kakasülő: az egymással kapcsolódó szarufapárokat a taréj közelében összekötő, vízszintes helyzetű deszka vagy deszkapár.
- Torokgerenda: a fedélszékek szarufapárjait kitámasztó, vízszintes gerenda a szarufák lehajlásának megakadályozására.
- Szelemen: a tetősíkkal párhuzamos, a szarufákat alátámasztó, hosszirányú merevítést adó, vízszintes helyzetű gerenda.
- Talpszelemen: az eresznél a szarufák alsó megtámasztását biztosító szelemen.
- Középszelemen vagy derékszelemen: a szarufákat a talp- és a taréjszelemenek között alátámasztó, a szaruzat lehajlását megakadályozó, a fedélszék jellegét meghatározó szerepű szelemen.
- Taréjszelemen: a szarufákat a taréj alatt alátámasztó szelemen.
- Taréjdeszka vagy- palló: a szarufákat a taréj alatt megtámasztó, taréjszelement pótló deszka vagy palló.
- Állószelemen: olyan szelemen, amelynek keresztmetszetében a hosszabb oldalak függőlegesek.
- Dűltszelemen: olyan szelemen, amelynek keresztmetszetében a hosszabb oldalak nem függőlegesek.
- Fekvőszelemen: olyan szelemen, amelynek keresztmetszetében a hosszabb oldalak vízszintesek.
- Oszlop: nyomó vagy húzó igénybevételnek kitett, többnyire a szelemen vagy a vízszintes szerkezeti elem (gerenda) terhét hordozó szerkezeti elem.
- Állóoszlop: függőleges helyzetű, az állószelement vagy a vízszintes gerendát alátámasztó, illetve tartó oszlop.
- Dűlt oszlop: nem függőleges helyzetű, a dűltszelement alátámasztó oszlop.
- Függesztő oszlop: alul nem támaszkodó, kizárólag húzott szerkezeti elem.
- Mellszorító: a függesztőmű vízszintes, függőleges oszlopokhoz csatlakozó, nyomásra igénybe vett szerkezeti eleme.
- Dúc vagy támasz: az oszlop oldalirányú megtámasztására szolgáló, ferde, nyomásra igénybe vett szerkezeti elem.
- Könyökfa vagy karpánt: a szelemen szabad fesztávolságát csökkentő, az oszlopokra támaszkodó, ferde, nyomott szerkezeti elem.
- Hónaljfa: az oszlopon a szelemen felfekvését kiszélesítő, ferde dúcszerű, rövidebb könyökfa.
- Nyeregfa: a szelemen felfekvési felületét megnövelő vízszintes helyzetű gerenda.
- Fogópár, cimborapár: két vízszintes helyzetű palló vagy gerenda, amelyek a szembenálló szarufákat, a szelemeneket és az oszlopokat összefogják.
- Gáncsfa: teherhordó szerkezeti elemre külön felerősített, a terhet közvetítő, rövid gerenda-, palló vagy deszkadarab.
- Szék: a szaruzatot alátámasztó szerkezeti egység.
- Állószék: állóoszloppal képzett szék.
- Dűltszék: dűltoszloppal képzett szék.
- Bakdúc: dűlt oszlopot megtámasztó dúc.
- Kötőgerenda: olyan vízszintes tartógerenda, amely a szarufák oldalirányú szétcsúszását akadályozza meg és a fedélszerkezet terheit közvetíti az alatta lévő teherhordó szerkezeteknek.
- Kötőgerenda-csonk vagy papucsfa: egyes szerkezeti elemek terheit a szilárd födémre közvetítő teherelosztó elem.
- Fiókgerenda: a mellék szaruállások szarufáinak bekötésére szolgáló vízszintes gerendadarab, amely a fiókváltó gerendába csatlakozik.
- Fiókkiváltó gerenda: a fiókgerendákra merőleges, azok terheit a kötőgerendának átadó vízszintes teherhordó elem.
- Sárgerenda: a falazaton elhelyezett, a fedélszék terheit közvetítő vízszintes gerenda vagy palló.
- Homlokdeszka: ereszképzésre szolgáló, a kötő- és a fiókgerendák végére szögezett, közel függőleges síkban elhelyezett deszka.
- Ereszdeszka: az ereszdeszkázat eleme.
- Csüngőeresz vagy csüngőpárkány: a homlokzati síkon túlnyúló szarufákkal képzett eresz.
- Gerendaeresz vagy gerendapárkány: a homlokzati síkból kinyúló kötő- és fiókgerendákkal, illetve a szarufákra erősített deszkákkal vagy lécekkel kialakított vízszintes felületű eresz.
- Császárfa: sátor-vagy toronytetőnél a csúcs alatti oszlop, esetleg függesztőoszlop
- Szaruállás: a szarufák által meghatározott függőleges síkban elhelyezkedő szerkezeti egység.
- Fő szaruállás: a fedélszerkezet azon keresztmetszete, amely a szelemenek alátámasztásának rendszerét meghatározza.
- Mellék szaruállás: szelemennel alátámasztott szaruállás.
- Csonka szaruállás: nem teljes keresztmetszetű szaruállás.
- Fő szaruállásköz: két főszaruállás közötti távolság.
- Szaruállásköz: a szomszédos szarufák tengelytávolsága.
- Függesztőmű: olyan tartószerkezet, amelyben a kötőgerenda a függesztő oszlopon függ. A felkötések száma szerint egyszeres vagy kettős lehet.
- Feszítőmű: olyan tartószerkezet, amelynél a vízszintes tartógerendát egy vagy több pontban alulról támasztó, fölfeszített dúc tartja.
- Oromdeszka: nyereg- és félnyeregtetőknél az oromfalon túlnyúló tetősík lezárására a lécezéshez, a szarufához vagy a szelemenekhez szegezett deszka.